# Anemone fuscopurpurea
Anemone fuscopurpurea là một loài thực vật có hoa trong họ Mao lương. Loài này được H.Hara mô tả khoa học đầu tiên năm 1973.